# Condor (attractietype)
Een condor is een attractietype dat onder de categorie spin 'n puke valt. De condor is vrijwel gelijk als een theekopjesattractie. Echter zijn de voertuigen van een ander formaat, speelt de rit zich af op grotere hoogte en draait hij minder snel.

## Ontstaan
De attractie werd ontworpen door HUSS Park Attractions in Duitsland. De eerste condor – die toen nog Cyclo Tower heette – stond in 1984 in New Orleans tijdens het New Orleans World's Fair. De condor is als attractie vooral in Duitsland populair. Hij staat dan ook in de meeste Duitse pretparken. De enige condor in Nederland is te vinden in Attractiepark Slagharen, namelijk The Eagle.
De condor is op zo'n manier te bedienen dat er verschillende programma's zijn waar de bestuurder van de attractie uit kan kiezen. Op die manier weten veel pretparken de attractie lang populair te houden onder de bezoekers.

## Vindplaats
| Naam van de attractie | Park                                   | Land             | Jaar van opening |
| --------------------- | -------------------------------------- | ---------------- | ---------------- |
| Bounty Tower          | Holiday Park                           | Duitsland        | 1994             |
| Condor                | Six Flags Great America                | Verenigde Staten | 1991             |
| Condor                | Six Flags St. Louis                    | Verenigde Staten | 1988             |
| Condor                | Bobbejaanland                          | België           | 1986             |
| Condor                | Serengeti Park                         | Duitsland        | 1995             |
| Condor                | La Ronde                               | Canada           | 1990             |
| Condor                | Morey’s Piers                          | Verenigde Staten |                  |
| Condor                | Heide Park                             | Duitsland        | 1990             |
| Condor                | Miragica                               | Italië           | 2012             |
| Condor                | Six Flags Great Adventure              | Verenigde Staten | 1988             |
| Condor                | Phantasialand                          | Duitsland        | 1986             |
| Drachenflug           | Sea Life Abenteuer Park                | Duitsland        | 2000             |
| Drachenflug           | Belantis Vergnügungspark               | Duitsland        | 2004             |
| Fatamorgana           | Tivoli Gardens                         | Denemarken       | 2016             |
| Flying Falcon         | Hersheypark                            | Verenigde Staten | 1990             |
| Lossepladsen          | BonbonLand                             | Denemarken       | 2000             |
| Hökfärden             | Liseberg                               | Zweden           | 1985             |
| Ikarus                | Gardaland                              | Italië           | 1989             |
| Ikarus                | Freizeit-Land Geiselwind               | Duitsland        | 1994             |
| Ikarus                | Vidámpark                              | Hongarije        | 1999             |
| Ikarus                | Fantasilandia                          | Chili            | 2011             |
| Sky Hawk              | Marineland Niagara Falls (Ontario)     | Canada           |                  |
| Sky Twister           | Skyline Park                           | Duitsland        | 2009             |
| Taifun                | Tykkimaki Amusement Park               | Finland          | 1986             |
| The Condor            | The Great Escape & Splashwater Kingdom | Verenigde Staten | 1989             |
| The Eagle             | Attractiepark Slagharen                | Nederland        | 1998             |
| Rotor                 | Parque de Atracciones de Madrid        | Spanje           | 1989             |
| Condor                | Siam Amazing Park Bangkok              | Thailand         |                  |